# Либурн (округ)
Либурн (фр. Libourne) — округ (фр. Arrondissement) во Франции, один из округов в регионе Аквитания (историческая область Франции). Департамент округа — Жиронда. Супрефектура — Либурн.
Население округа на 2006 год составляло 141 225 человек. Плотность населения составляет 110 чел./км². Площадь округа составляет всего 1283 км².